# Kristina Wiest
Kristina Wiest (Lebensdaten unbekannt) ist eine ehemalige deutsche Fußballspielerin.

## Karriere
Wiest gehörte dem FC Bayern München als Mittelfeldspielerin an. Während ihrer Vereinszugehörigkeit erreichte sie mit ihrer Mannschaft zweimal das Finale um den DFB-Pokal.
Das am 28. Mai 1988 im Berliner Olympiastadion als Vorspiel zum Männerfinale ausgetragene Finale um den Vereinspokal, das sie mit ihrer Mannschaft – nach drei Siegen ohne Gegentor zuvor – erreichte, wurde gegen den TSV Siegen mit 0:4 verloren.
Das am 19. Mai 1990 an gleicher Stätte ebenfalls als Vorspiel zum Männerfinale ausgetragene Finale um den Vereinspokal, das sie mit ihrer Mannschaft erneut erreichte, wurde gegen den FSV Frankfurt ebenfalls verloren, wenn auch knapp mit 0:1. In beiden Endspielen kam sie jeweils über 90 Minuten zum Einsatz.

## Erfolge
- DFB-Pokal-Finalist 1988, -Finalist 1990